# Foire internationale de Toulouse
La Foire internationale de Toulouse est une manifestation internationale, régionale et commerciale qui a lieu tous les ans à Toulouse (Haute-Garonne, France) au mois d'avril. La première foire de Toulouse a été organisée pour la première fois en 1928 sur le Cours Dillon.

## Histoire
Les premières foires de Toulouse sont organisées sur le cours Dillon de 1928 à 1938 dernière foire avant la Seconde Guerre mondiale. Ce n'est qu'en 1946 que les foires de Toulouse reprennent vies sur les allées Jules-Guesde et Frédéric Mistral jusqu'à 1952 année de la création du parc des expositions de Toulouse sur l'île du Ramier.
La foire de 1966 fut la première foire à porter le nom de foire internationale à la suite de son admission au sein de l'union des foires internationales en 1965.
En 2016 se tient la 83e édition de la foire de Toulouse.
À partir de 2020, la foire internationale de Toulouse se tient au nouveau parc des expositions et Centre de conventions de Toulouse Métropole.